# Mirjana Medić
Mirjana Medić ou  Mirjana Petek-Medić est une joueuse d'échecs croate et une arbitre internationale née le 30 juillet 1964. Elle a le titre de grand maître international féminin depuis 1999.
Au 1er avril 2023, Mirjana Medić est la deuxième joueuse croate avec un classement Elo de 2 181 points.

## Biographie et carrière
Née en RFS de Yougoslavie en 1964, Mirjana Medić a remporté le championnat féminin de Croatie d'échecs à sept reprises : quatre fois de suite de 1993 à 1996, puis en 2003, en 2006 et en 2012.
En 1982, elle finit quatrième du premier championnat du monde junior féminin, à égalité de points avec la troisième (7 points sur 11 marqués en finale).
Mirjana Medić a participé à douze olympiades féminines avec la Croatie : dix fois de suite de 1994 à 2012, puis en 2018 et 2022 (elle jouait au premier échiquier de l'équipe féminine de Croatie jusqu'en 2008 ainsi qu'en 2022), ainsi que huit fois, de 1997 à 2011, au championnat d'Europe par équipe féminine (au premier échiquier jusqu'en 2005 puis au deuxième échiquier).